# Circuito de Zandvoort
O Circuito de Zandvoort (conhecido como Circuito de Park Zandvoort até 2017) é um autódromo localizado nas dunas em Zandvoort, província da Holanda do Norte, nos Países Baixos. Inaugurado em 1948, o traçado atual da pista tem 4,3 km. O circuito foi o palco do Grande Prêmio dos Países Baixos de 1952 a 1985. Após uma ausência de mais 35 anos, o Grande Prêmio dos Países Baixos retornou ao calendário da Fórmula 1 no ano de 2021 em Zandvoort.

## História

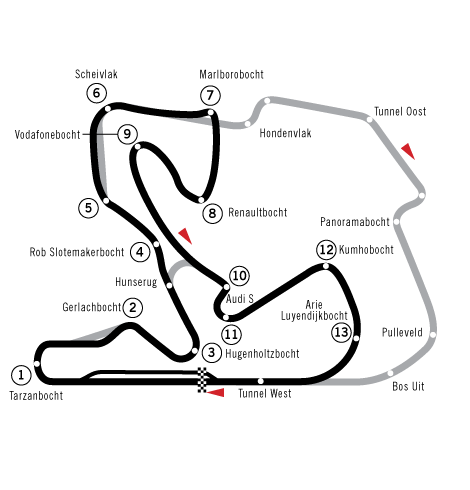
Traçado atual do circuito junto com o antigo

A primeira corrida da história de Zandvoort foi realizada em 3 de junho de 1939 em um circuito de rua.
Durante o pós-guerra, em 1948, o Governo dos Países Baixos tinha planos para construção de casas no terreno do circuito. Por intervenção do príncipe Bernardo Sr. foi decidido construir o circuito no local.
Co-projetado pelo arquiteto neerlandês Hans Hugenholtz, o cicuito foi inaugurado em 7 de agosto de 1948. No ano seguinte, foi realizado no circuito o Grande Prêmio de Zandvoort e em 1952 o primeiro Grande Prêmio dos Países Baixos de Fórmula 1. Apenas em: 1954, 1956, 1957 e 1972 não houve corridas no circuito.
Entre 1949 e 1974, Hugenholtz foi diretor do autódromo em Zandvoort.
O piloto que mais venceu foi o britânico Jim Clark com 4 vitórias e a equipe Ferrari com 8 vitórias.
O brasileiro Nelson Piquet fez a última pole para a equipe Brabham na categoria.
Em 25 de agosto de 1985 foi realizado o último Grande Prêmio dos Países Baixos, que teve como vencedor o austríaco Niki Lauda, que venceu pela última vez na categoria.
A partir da década de 2020, o circuito passou a abrigar provas da Fórmula 3, do Campeonato Mundial de Carros de Turismo e da DTM, entre outras competições. Em maio de 2019, foi oficialmente anunciado o retorno do Grande Prêmio dos Países Baixos a partir da temporada da Fórmula 1 de 2020, no entanto, o retorno acabou não acontecendo devido a Pandemia de COVID-19 e foi adiado para 2021.
De dezembro de 2019 até abril de 2020, o Circuito de Zandvoort passou por uma grande renovação sob a supervisão do arquiteto italiano Jarno Zaffelli. Após 36 anos, mais precisamente no primeiro final de semana de setembro de 2021, o GP dos Países Baixos retornou ao circuito de Zandvoort.

## Pista
A pista possui 4,3 km de extensão e um total de quatorze curvas. A primeira curva, denominada "Tarzanbocht" (curva de Tarzan), é a mais famosa e perigosa curva do circuito. Esta curva tem o nome de um habitante local que ganhou o apelido de Tarzan e que só queria desistir de sua horta nas dunas se os designers da pista nomeassem uma curva próxima em sua homenagem. Outras curvas famosas são: a terceira e décima quarta curva, respectivamente a 'Hugenholtzbocht' (curva de Hugenholtz, nomeada após Hans Hugenholtz) e a 'Arie Luyendijkbocht' (curva de Arie Luyendyk), ambas curvas inclinadas.

### Configuração da pista

Circuito do Grande Prêmio (1948-1971)
Circuito do Grande Prêmio (1972-1979)
Circuito do Grande Prêmio (1980-1989)
Circuito do Grande Prêmio (1990-1998)
Circuito do Grande Prêmio (1999-2019)
Circuito do Grande Prêmio (2020-presente)

## Vencedores de GPs de Fórmula 1 em Zandvoort
O fundo rosa indica que a prova não fez parte do Campeonato Mundial de Fórmula 1.
| Ano                      | Vencedor           | Chassi/Motor        | Resumo   |
| ------------------------ | ------------------ | ------------------- | -------- |
| 2024                     | Lando Norris       | McLaren-Mercedes    | Detalhes |
| 2023                     | Max Verstappen     | Red Bull-Honda RBPT | Detalhes |
| 2022                     | Max Verstappen     | Red Bull-RBPT       | Detalhes |
| 2021                     | Max Verstappen     | Red Bull-Honda      | Detalhes |
| Não houve de 1986 a 2020 |                    |                     |          |
| 1985                     | Niki Lauda         | McLaren-TAG/Porsche | Detalhes |
| 1984                     | Alain Prost        | McLaren-TAG/Porsche | Detalhes |
| 1983                     | René Arnoux        | Ferrari             | Detalhes |
| 1982                     | Didier Pironi      | Ferrari             | Detalhes |
| 1981                     | Alain Prost        | Renault             | Detalhes |
| 1980                     | Nelson Piquet      | Brabham-Ford        | Detalhes |
| 1979                     | Alan Jones         | Williams            | Detalhes |
| 1978                     | Mario Andretti     | Lotus-Ford          | Detalhes |
| 1977                     | Niki Lauda         | Ferrari             | Detalhes |
| 1976                     | James Hunt         | McLaren-Ford        | Detalhes |
| 1975                     | James Hunt         | Hesketh-Ford        | Detalhes |
| 1974                     | Niki Lauda         | Ferrari             | Detalhes |
| 1973                     | Jackie Stewart     | Tyrrell-Ford        | Detalhes |
| Não houve em 1972        |                    |                     |          |
| 1971                     | Jacky Ickx         | Ferrari             | Detalhes |
| 1970                     | Jochen Rindt       | Lotus-Ford          | Detalhes |
| 1969                     | Jackie Stewart     | Matra-Ford          | Detalhes |
| 1968                     | Jackie Stewart     | Matra-Ford          | Detalhes |
| 1967                     | Jim Clark          | Lotus-Ford          | Detalhes |
| 1966                     | Jack Brabham       | Brabham-Repco       | Detalhes |
| 1965                     | Jim Clark          | Lotus-Climax        | Detalhes |
| 1964                     | Jim Clark          | Lotus-Climax        | Detalhes |
| 1963                     | Jim Clark          | Lotus-Climax        | Detalhes |
| 1962                     | Graham Hill        | BRM                 | Detalhes |
| 1961                     | Wolfgang Von Trips | Ferrari             | Detalhes |
| 1960                     | Jack Brabham       | Cooper-Climax       | Detalhes |
| 1959                     | Jo Bonnier         | BRM                 | Detalhes |
| 1958                     | Stirling Moss      | Vanwall             | Detalhes |
| Não houve em 1956 e 1957 |                    |                     |          |
| 1955                     | Juan Manuel Fangio | Mercedes            | Detalhes |
| Não houve em 1954        |                    |                     |          |
| 1953                     | Alberto Ascari     | Ferrari             | Detalhes |
| 1952                     | Alberto Ascari     | Ferrari             | Detalhes |
| 1951                     | Louis Rosier       | Talbot-Lago         | Detalhes |
| 1950                     | Louis Rosier       | Talbot-Lago         | Detalhes |
| 1949                     | Luigi Villoresi    | Ferrari             | Detalhes |
| 1948                     | Príncipe Bira      | Maserati            | Detalhes |

### Por pilotos que mais venceram
|          |                    |                        |
| Vitórias | Pilotos            | Edições                |
| 4        | Jim Clark          | 1963, 1964, 1965, 1967 |
| 3        | Jackie Stewart     | 1968, 1969, 1973       |
| 3        | Niki Lauda         | 1974, 1977, 1985       |
| 3        | Max Verstappen     | 2021, 2022, 2023       |
| 2        | Alberto Ascari     | 1952, 1953             |
| 2        | Jack Brabham       | 1960, 1966             |
| 2        | James Hunt         | 1975, 1976             |
| 2        | Alain Prost        | 1981, 1984             |
| 1        | Luigi Fagioli      | 1955                   |
| 1        | Stirling Moss      | 1958                   |
| 1        | Jo Bonnier         | 1959                   |
| 1        | Wolfgang Von Trips | 1961                   |
| 1        | Graham Hill        | 1962                   |
| 1        | Jochen Rindt       | 1970                   |
| 1        | Jacky Ickx         | 1971                   |
| 1        | Mario Andretti     | 1978                   |
| 1        | Alan Jones         | 1979                   |
| 1        | Nelson Piquet      | 1980                   |
| 1        | René Arnoux        | 1983                   |
| 1        | Lando Norris       | 2024                   |

### Por equipes que mais venceram
|          |            |                                                |
| Vitórias | Construtor | Edições                                        |
| 8        | Ferrari    | 1952, 1953, 1961, 1971, 1974, 1977, 1982, 1983 |
| 6        | Lotus      | 1963, 1964, 1965, 1967, 1970, 1978             |
| 4        | McLaren    | 1976, 1984, 1985, 2024                         |
| 3        | Red Bull   | 2021, 2022, 2023                               |
| 2        | BRM        | 1959, 1962                                     |
| 2        | Matra      | 1968, 1969                                     |
| 2        | Brabham    | 1966, 1980                                     |
| 1        | Mercedes   | 1955                                           |
| 1        | Vanwall    | 1958                                           |
| 1        | Cooper     | 1960                                           |
| 1        | Tyrrell    | 1973                                           |
| 1        | Hesketh    | 1975                                           |
| 1        | Williams   | 1979                                           |
| 1        | Renault    | 1981                                           |

### Por países que mais venceram
|          |                |                                                                        |
| Vitórias | País           | Edições                                                                |
| 12       | Reino Unido    | 1958, 1962, 1963, 1964, 1965, 1967, 1968, 1969, 1973, 1975, 1976, 2024 |
| 4        | França         | 1981, 1982, 1983, 1984                                                 |
| 4        | Áustria        | 1970, 1974, 1977, 1985                                                 |
| 3        | Austrália      | 1960, 1966, 1979                                                       |
| 3        | Países Baixos  | 2021, 2022, 2023                                                       |
| 2        | Itália         | 1952, 1953                                                             |
| 1        | Argentina      | 1955                                                                   |
| 1        | Suécia         | 1959                                                                   |
| 1        | Alemanha       | 1961                                                                   |
| 1        | Bélgica        | 1971                                                                   |
| 1        | Estados Unidos | 1978                                                                   |
| 1        | Brasil         | 1980                                                                   |

↑1  Contabilizados somente os resultados válidos pelo mundial de F1.

## Recordes em Zandvoort
| F1                                       | 1:11.097  | Lewis Hamilton       | Mercedes-AMG F1 W12 E Performance | 2021 Dutch Grand Prix                               | 5 Setembro 2021  |
| FIA F3                                   | 1:26.573  | Aleksandr Smolyar    | Dallara F3 2019                   | 2021 Zandvoort FIA Formula 3                        | 4 Setembro 2021  |
| Historic Formula One                     | 1:31.977  | Mike Cantillon       | Williams FW07C                    | Historic Grand Prix 2020                            | 6 Setembro 2020  |
| FREC                                     | 1:32.145  | Grégoire Saucy       | Tatuus F.3 T-318                  | 2021 Zandvoort FREC                                 | 19 Junho 2021    |
| Formula Renault Eurocup                  | 1:32.215  | Victor Martins       | Tatuus FR-19                      | 2020 Zandvoort Formula Renault Eurocup              | 26 Setembro 2020 |
| LMP2                                     | 1:33.395  | Jack Dex             | BR Engineering BR01               | Historic Grand Prix 2020                            | 5 Setembro 2020  |
| W Series                                 | 1:34.719' | Alice Powell         | Tatuus F.3 T-318                  | 2021 Zandvoort W Series                             | 4 Setembro 2021  |
| GT3                                      | 1:34.856  | Norbert Siedler      | Lamborghini Huracán GT3 Evo       | 2021 GT World Challenge Europe Sprint Cup Zandvoort | 19 Junho 2021    |
| Formula 4                                | 1:35.349  | Sebastián Montoya    | Tatuus F4-T014                    | 2021 Zandvoort ADAC F4                              | 10 Julho 2021    |
| GT1                                      | 1:35.628  | David Hart           | Maserati MC12 GT1                 | Historic Grand Prix 2020                            | 6 Setembro 2020  |
| GT4                                      | 1:43.704  | Bastian Buus         | Porsche 718 Cayman GT4 Clubsport  | 2020 Zandvoort GT4 European Series                  | 27 Setembro 2020 |
| TCR Touring Car                          | 1:44.520  | Tom Coronel          | Audi RS 3 LMS TCR                 | 2021 Zandvoort TCR Europe                           | 19 Junho 2021    |
| Grand Prix Circuit: 4.307 km (1999–2019) |           |                      |                                   |                                                     |                  |
| BOSS GP                                  | 1:21.044  | Klaas Zwart          | Jaguar R5 F1                      |                                                     | 19 Maio 2019     |
| Formula 3                                | 1:28.204  | Lando Norris         | Dallara F317                      | 2017 Zandvoort F3 European Championship Round       | 19 Agosto 2017   |
| A1 GP                                    | 1:28.353  | Adrian Zaugg         | Lola B05/52                       | 2007–08 A1 Grand Prix of Nations, Netherlands       | 30 Setembro 2007 |
| DTM                                      | 1:32.411  | Marco Wittmann       | BMW M4 DTM                        | 2014 Zandvoort DTM Round                            | 29 Setembro 2014 |
| GT3                                      | 1:36.270  | Luca Ludwig          | Mercedes-AMG GT3                  | 2017 Zandvoort ADAC GT Masters Round                | 22 Julho 2017    |
| Formula 4                                | 1:38.385  | Dennis Hauger        | Tatuus F4-T014                    | 2019 Zandvoort ADAC F4 round                        | 11 Agosto 2019   |
| TCR Touring Car                          | 1:45.901  | Yann Ehrlacher       | Honda Civic Type R TCR (FK8)      | 2018 FIA WTCR Race of the Netherlands               | 20 Maio 2018     |
| GT4                                      | 1:46.480  | Ricardo van der Ende | BMW M4 GT4                        | 2016 Zandvoort GT4 European Series round            | 9 October 2016   |
| WTCC                                     | 1:48.858  | Luca Rangoni         | BMW 320si                         | 2007 FIA WTCC Race of the Netherlands               | 6 Maio 2007      |